# London Grand Prix

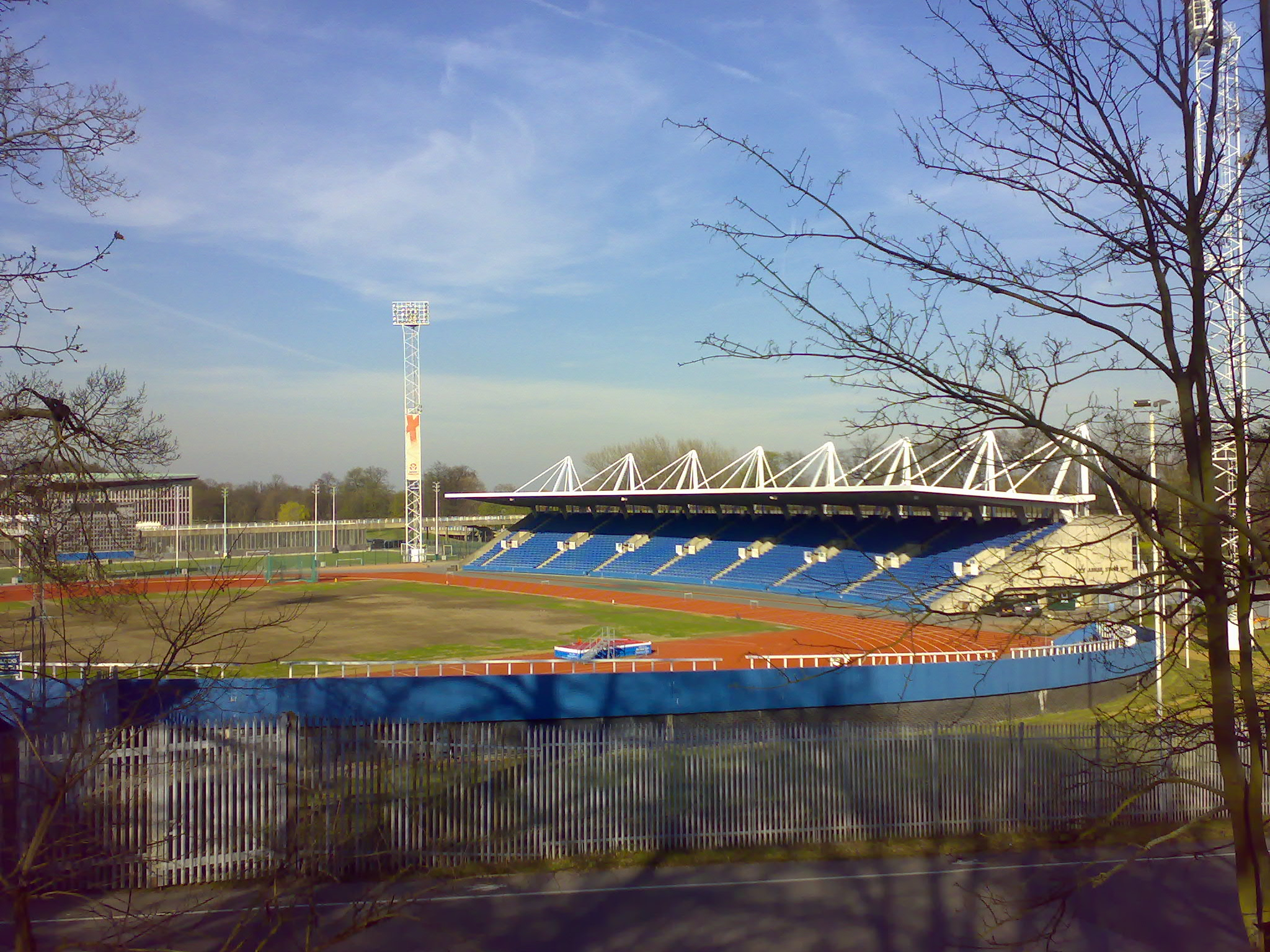
Het atletiekstadion van het Crystal Palace National Sports Centre, waar de London Grand Prix tot 2011 plaatsvond.

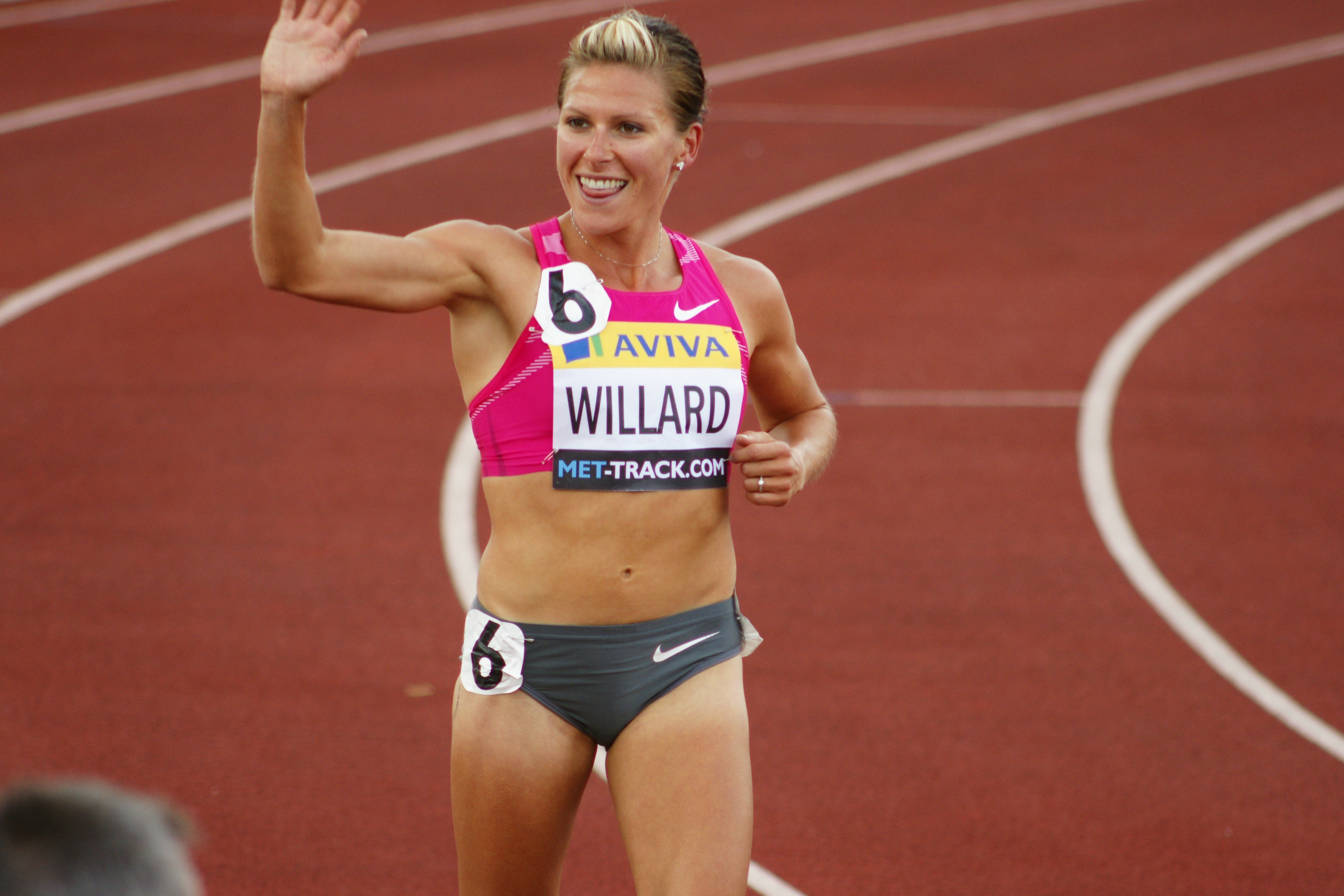
Anna Willard nadat ze de 1500 meter heeft gewonnen tijdens de London Grand Prix van 2009.

De London Grand Prix, officieel de Sainsbury's London Grand Prix en in 2014 gehouden onder de noemer Sainsbury's Glasgow Grand Prix, is een jaarlijkse atletiekwedstrijd, in 2014 gehouden in Hampden Park in Glasgow (Schotland). In de jaren daarna wordt de wedstrijd meestal gehouden in het Olympisch Stadion van Londen. De wedstrijd is een van de twee Engelse atletiekwedstrijden die toebehoren tot de IAAF Diamond League, de andere is de British Grand Prix. Voordat de Diamond League werd opgericht in 2010, behoorde de London Grand Prix tot de Super Grand Prix-wedstrijden. De London Grand Prix was de enige Diamond League-wedstrijd die (van 2008 tot 2019) werd gehouden over twee dagen.

## Geschiedenis
De London Grand Prix heeft onder verschillende namen plaatsgevonden. Tot en met 1979 heette de wedstrijd Rotary Watches International Games. In de jaren 1980 tot en met 1988 was het atletiekevenement bekend onder de naam Peugeot Talbot Games. In de jaren erna (lijst incompleet) heette het Royal Mail Parcels Games (1989-1991), Grand Prix Finale (1993), TSB Games London Grand Prix (1994), KP Games London Grand Prix (1995-1996), CGU British Grand Prix (1999-2001), Norwich Union London Grand Prix (2002-2007) en Aviva London Grand Prix (2008-2012). In die jaren werd de wedstrijd gehouden in het Crystal Palace National Sports Centre in Londen (Engeland). In 2013 werd de wedstrijd Sainsbury's Anniversary Games genoemd, ter herinnering aan de Olympische Spelen van Londen die het jaar ervoor werden gehouden. De wedstrijd werd toen in het Olympisch Stadion van Londen gehouden. In 2014 werd de wedstrijd verhuisd naar Glasgow, als test voor de Gemenebestspelen die twee weken later in dezelfde stad plaatsvinden en omdat het Olympisch Stadion wegens werkzaamheden niet beschikbaar was. Vanaf 2015 wordt de wedstrijd weer in het Olympisch Stadion van Londen georganiseerd, sinds 2023 onder de naam London Athletics Meet.

## Emsley Carr Mile
Nu deel van de London Grand Prix is de Emsley Carr Mile, een wedstrijd over een mijl die sinds 1953 wordt georganiseerd. Hij is vernoemd naar Emsley Carr, de vader van William Carr die de mijl heeft opgericht. William Carr heeft met de wedstrijd willen bereiken dat de 4-minutengrens wordt doorbroken op Britse bodem. Uiteindelijk gebeurde dat ook, al in 1954 liep Roger Bannister 3.59,4. Dit gebeurde alleen niet tijdens de Emsley Carr Mile, maar tijdens de Iffley Road track in Oxford. Desondanks is de Emsley Carr Mile ook de jaren erna door blijven gaan.

## Wereldrecords
| Datum        | Atleet            | Onderdeel            | Prestatie          | Huidig wereldrecord                |
| ------------ | ----------------- | -------------------- | ------------------ | ---------------------------------- |
| 30 juli 2004 | Jelena Isinbajeva | polsstokhoogspringen | 4,90 m             | Nee, verbeterd op 24 augustus 2004 |
| 22 juli 2005 | Jelena Isinbajeva | polsstokhoogspringen | 4,96 m             | Nee, verbeterd op 22 juli 2005     |
| 22 juli 2005 | Jelena Isinbajeva | polsstokhoogspringen | 5,00 m             | Nee, verbeterd op 12 augustus 2005 |
| 22 juli 2016 | Kendra Harrison   | 100 meter horden     | 12,20 s (+0.3 m/s) | Nee, verbeterd op 24 juli 2022     |

## Meetingrecords
| Onderdeel            | Prestatie          | Atleet                                              | Nationaliteit | Datum            |
| -------------------- | ------------------ | --------------------------------------------------- | ------------- | ---------------- |
| 100 m                | 9,78 s (−0,4 m/s)  | Tyson Gay                                           | USA           | 13 augustus 2010 |
| 200 m                | 19,76 s (−0,4 m/s) | Usain Bolt                                          | JAM           | 26 juli 2008     |
| 400 m                | 43,98 s            | Michael Johnson                                     | USA           | 10 juli 1992     |
| 800 m                | 1.42,91            | David Rudisha                                       | KEN           | 5 augustus 2011  |
| 1 Eng. mijl          | 3.45,96            | Hicham El Guerrouj                                  | MAR           | 5 augustus 2000  |
| 3000 m               | 7.29,70            | Haile Gebrselassie                                  | ETH           | 7 augustus 1999  |
| 3000 m steeplechase  | 8.06,86            | Brimin Kipruto                                      | KEN           | 27 juli 2013     |
| 110 m horden         | 12,93 s (+0,6 m/s) | Aries Merritt                                       | USA           | 14 juli 2012     |
| 400 m horden         | 47,74 s            | Derrick Adkins                                      | USA           | 7 juli 1995      |
| hoogspringen         | 2,41 m             | Javier Sotomayor                                    | CUB           | 15 juli 1994     |
| polsstokhoogspringen | 6,03 m             | Renaud Lavillenie                                   | FRA           | 25 juli 2015     |
| verspringen          | 8,45 m (+1,4 m/s)  | Mitchell Watt                                       | AUS           | 5 augustus 2011  |
| hink-stap-springen   | 17,69 m            | Jonathan Edwards                                    | GBR           | 7 juli 1995      |
| kogelstoten          | 22,43 m            | Reese Hoffa                                         | USA           | 3 augustus 2007  |
| discuswerpen         | 67,82 m            | Gerd Kanter                                         | EST           | 14 augustus 2010 |
| speerwerpen          | 90,81 m            | Steve Backley                                       | GBR           | 22 juli 2001     |
| 4 x 100 m            | 37,46 s            | Daniel Bailey Yohan Blake Mario Forsythe Usain Bolt | JAM           | 25 juli 2009     |

| Onderdeel            | Prestatie          | Atlete                                                        | Nationaliteit | Datum            |
| -------------------- | ------------------ | ------------------------------------------------------------- | ------------- | ---------------- |
| 100 m                | 10,77 s (+0,7 m/s) | Shelly-Ann Fraser-Pryce                                       | JAM           | 27 juli 2013     |
| 200 m                | 22,24 s            | Merlene Ottey                                                 | JAM           | 12 juli 1991     |
| 400 m                | 49,05 s            | Sanya Richards-Ross                                           | USA           | 28 juli 2006     |
| 800 m                | 1.58,19            | Brenda Martinez                                               | USA           | 26 juli 2013     |
| 1500 m               | 4.06,78            | Maryam Jamal                                                  | BRN           | 14 juli 2012     |
| 3000 m               | 8.21,64            | Sonia O'Sullivan                                              | IRL           | 15 juli 1994     |
| 5000 m               | 14.36,41           | Tirunesh Dibaba                                               | ETH           | 13 augustus 2010 |
| 3000 m steeplechase  | 9.22,49            | Milcah Chemos Cheywa                                          | KEN           | 14 augustus 2010 |
| 100 m horden         | 12,47 s (−1,2 m/s) | Jasmin Stowers                                                | USA           | 24 juli 2015     |
| 400 m horden         | 52,79 s            | Kaliese Spencer                                               | JAM           | 5 augustus 2011  |
| hoogspringen         | 2,05 m             | Kajsa Bergqvist                                               | SWE           | 28 juli 2006     |
| polsstokhoogspringen | 5,00 m             | Jelena Isinbajeva                                             | RUS           | 22 juli 2005     |
| verspringen          | 6,99 m (+1,9 m/s)  | Naide Gomes                                                   | POR           | 25 juli 2009     |
| hink-stap-springen   | 15,27 m (+1,2 m/s) | Yamilé Aldama                                                 | SUD           | 8 augustus 2003  |
| kogelstoten          | 20,90 m            | Valerie Adams                                                 | NZL           | 27 juli 2013     |
| discuswerpen         | 68,04 m            | Ilke Wyludda                                                  | GDR           | 20 juli 1990     |
| speerwerpen          | 66,74 m            | Christina Obergföll                                           | GER           | 5 augustus 2011  |
| 4 x 100 m            | 42,39 s            | Lauryn Williams Allyson Felix Marshevet Myers Carmelita Jeter | USA           | 24 juli 2009     |